# Reuvensbrug
De Reuvensbrug verbindt de universitaire gebouwen aan weerszijden van de Witte Singel in de Nederlandse stad Leiden.

## Typering
Het betreft een betonnen plaatbrug met een duidelijke zeeg en twee betonnen pijlers. Doorvaartwijdten zijn: 5,6 m - 9,22 m - 5,6 m. Dit is de eerste brug op deze locatie.

## Geschiedenis
Rond 1960 ontstond het plan om de uitbreiding van de toenmalige Rijksuniversiteit Leiden voor wat betreft de A-faculteiten te realiseren aan de Witte Singel. Daar zou de locatie van het Diaconessenziekenhuis (Witte Singel 27) vrijkomen wegens de geplande verhuizing naar nieuwbouw bij de Leidse Hout. Nadat een grootschalig plan voor een complex met een toren van 125 meter hoogte van 28 verdiepingen was vervallen ontstond in de periode 1980 - 1982 een bescheidener complex aan weerszijden van de Witte Singel, dat wil zeggen inclusief een groot deel van het terrein van de voormalige Doelenkazerne (1818 - 1980). Door en op kosten van het rijk werd in 1983 de Reuvensbrug gebouwd om de beide delen van het complex een goede verbinding te geven. De brug is vernoemd naar Prof. mr. dr. Reuvens (1793-1835), die als eerste hoogleraar in de archeologie onder andere gepleit heeft voor de instelling van het Rijksmuseum van Oudheden in Leiden, waarvan hij ook de eerste directeur werd.
Na voltooiing is de Reuvensbrug overgedragen aan de gemeente Leiden.
In de binnenstad:

Aeldisbrug ·
Alkemadebrug ·
Asschuurbrug ·
Blauwpoortsbrug ·
Blekersbrug ·
Bostelbrug ·
Catharinabrug ·
Derde Waardbrug ·
Doelenbrug ·
Doelengrachtsbrug ·
Doelenpoortsbrug ·
Dullebrug ·
Franciskanerbrug ·
Gansoordbrug ·
Gepekte Brug ·
Groenebrug ·
Groenhazenbrug ·
Grofsmederijbrug ·
Grote Havenbrug ·
Hapynionbrug ·
Helarbrug ·
Herenbrug ·
Herenpoortsbrug ·
Hogewoerdsbrug ·
Hoogeveensbrug ·
Huigbrug ·
Hulpwerfbrug ·
Jan van Houtbrug ·
Jan Vossenbrug ·
Karnemelksbrug ·
Katoenbrug ·
Kazernebrug ·
Kerkbrug ·
Kerkpleinbrug ·
Kippenbrug ·
Kleine Havenbrug ·
Kleine Paterbrug ·
Koepoortsbrug ·
Koornbrug ·
Koningsbrug ·
Kraaierbrug ·
Laatste Brug ·
Lijsbethbrug ·
Looiersbrug ·
Lourisbrug ·
Loviumbrug ·
Marebrug ·
Marepoortsbrug ·
Mecklenburgerbrug ·
Minnebroersbrug ·
Molensteegbrug ·
Morspoortbrug ·
Nassaubrug ·
Neksluisbrug ·
Nieuwsteegbrug ·
Nonnenbrug ·
Noordeindsbrug ·
Noord-Kijfbrug ·
Oranjebrug ·
Paterbrug ·
Pauwbrug ·
Poppebrug ·
Rembrandtbrug ·
Reuvensbrug ·
Rijnbrug ·
Rijnsburgerbrug ·
Scheluwbrug ·
Singelbrug ·
Sint Jansbrug ·
Sint Jeroensbrug ·
Sint Sebastiaansbrug ·
Stadsmolensluis ·
Tapijtkloppersbrug ·
Trekvaartbrug ·
Turfmarktsbrug ·
Tweede Waardbrug ·
Utrechtse Brug ·
Valkbrug ·
Van Disselbrug ·
Verversbrug ·
Vierde Waardbrug ·
Visbrug ·
Vlietbrug ·
Vreewijkbrug ·
Warmonderbrug ·
Weverbrug · 
Wijnbrug ·
Wisenniabrug ·
Wittepoortsbrug ·
Zijlpoortsbrug ·
Zuid-Kijfbrug ·
Zuidsingelbrug
Overige bruggen:

Groenhovenbrug ·
Haagbrug ·
Haagsche Schouwbrug ·
Hoflandbrug ·
Hooghkamerbrug ·
Jaagbrug ·
Jan van Goyenbrug ·
Julius Caesarbrug ·
Kanaalbrug · 
Lammebrug ·
Oud-Hortuszichtbrug ·
Trekvlietbrug ·
Schrijversbrug ·
Spanjaardsbrug ·
Spoorbrug RSK ·
Spoorbrug De Vink ·
Staatsspoorbrug ·
Stevensbrug ·
Stevenshofbrug ·
Sumatrabrug ·
Waddingerbrug ·
Wilhelminabrug ·
Wouterenbrug ·
Zijlbrug